# Махновский, Константин Михайлович
Константи́н Миха́йлович Махно́вский (укр. Костянтин Михайлович Махновський; род. 1 января 1989, Городище, Черкасская область) — украинский футболист, вратарь.

## Клубная карьера
Воспитанник киевского «Динамо». Летом 2006 года был переведён в «Динамо-3», но в команде так и не сыграл. После чего перешёл в польскую «Петрковию». В феврале 2008 года перешёл в «Лодзь», в команде дебютировал 29 марта 2008 года в матче против «Заглембе» (Любин). Летом 2008 года перешёл в варшавскую «Легию».
В феврале 2010 года Махновский прибыл на просмотр в харьковский «Металлист». В феврале 2011 года был отдан в аренду в киевскую «Оболонь», до конца сезона 2010/11.
Летом 2012 года подписал контракт с «Севастополем», сроком на три года. В команде взял 45 номер. Летом 2015 года перешёл в азербайджанский «Ряван», где стал основным голкипером, сыграв во всех играх осенней части чемпионата. В зимнее межсезонье голкипер прекратил сотрудничество с клубом, возвратившись на родину. В январе 2016 года проходил просмотр в «Днепре».
В апреле 2016 года подписал контракт с командой Первой лиги «Сумы». Дебютировал в матче против «Оболонь-Бровар» (2:0). 16 июня 2016 года перешёл в черниговскую «Десну».

## Карьера в сборной
В юношеской сборной Украины до 17 лет провёл 14 матчей и пропустил 16 мячей. Дебютировал 10 мая 2004 года в матче против Молдавии (2:2).

## Достижения
- Обладатель Кубка Польши: 2010/11
- Бронзовый призёр чемпионата Польши: 2010/11
- Победитель Первой лиги Украины: 2012/13
- Серебряный призёр Первой лиги: 2016/17
- Бронзовый призёр Первой лиги: 2017/18